# Едер Гаушо
Едер Гаушо (порт. Éder Gaúcho, нар. 7 жовтня 1977, Сан-Боржа) — бразильський футболіст, що грав на позиції захисника.
Виступав, зокрема, за клуби «Греміо», «Уніан Лейрія» та «Боавішта», а також молодіжну збірну Бразилії.

## Клубна кар'єра
Народився 7 жовтня 1977 року в місті Сан-Боржа. Вихованець футбольної школи клубу «Греміо». Дорослу футбольну кар'єру розпочав 1997 року в основній команді того ж клубу, в якій провів три сезони, взявши участь у 35 матчах чемпіонату.
У 2000 році він переїхав за кордон, приєднавшись до португальського клубу «Уніан Лейрія». Відіграв за клуб Лейрії наступні два сезони своєї ігрової кар'єри, після чого 2002 року уклав контракт з іншим місцевим клубом клубом «Боавішта», у складі якого провів наступні три роки своєї кар'єри гравця. Більшість часу, проведеного у складі «Боавішти», був основним гравцем захисту команди, допомігши команді вийти у півфінал Кубка УЄФА у сезоні 2002/03, зігравши на турнірі 12 матчів і забивши один гол.
Згодом з літа 2005 року Едер грав за російський «Терек», а у лютому 2007 року він повернувся до Бразилії та погодився на шестимісячний контракт із нижчоліговим клубом «Сертанзінью», з яким виступав у Лізі Пауліста.
У липні 2007 року Едер повернувся в «Уніан Лейрію», якій того ж місяця допоміг виграти у Кубку Інтертото та кваліфікуватись до групового етапу Кубка УЄФА.
У липні 2008 року Едер приєднався до «Аль-Наср» (Ер-Ріяд) з Саудівської Аравії, після чого також грав на Близькому сході за катарський «Ар-Райян» та еміратські клуби «Шарджа» та «Баніяс».
Завершив ігрову кар'єру на батьківщині у клубі «Іпіранга», за який виступав протягом 2011—2012 років.

## Виступи за збірні
1993 року дебютував у складі юнацької збірної Бразилії (U-17).
1997 року залучався до складу молодіжної збірної Бразилії, разом з якою брав участь у молодіжному чемпіонаті світу 1997 року в Малайзії, де забив 1 гол у трьох матчах, а бразильці вилетіли у чвертьфіналі.

## Титули і досягнення
- Володар Кубка Бразилії (1):

«Греміо»: 1997